# ショーンガウ
ショーンガウ (ドイツ語: Schongau, ドイツ語発音: [ˈʃoːnga‿u]) は、ドイツ連邦共和国バイエルン州オーバーバイエルン行政管区のヴァイルハイム＝ショーンガウ郡に属す市である。この都市はプファッフェンヴィンケル地方、レヒ川西岸に位置している。良く保存された旧市街はレヒベルク（山）に達し、ほぼ完全に保存された市壁を有する。ショーンガウはオーバーバイエルン行政管区の最も西に位置する都市で、この付近ではレヒ川がバイエルン語とシュヴァーベン語（アレマン語）との境界となっており、ショーンガウではバイエルンとアレマン系シュヴァーベンの言語が混在したレヒライン方言が話されている。
この街はロマンティック街道のアウクスブルクとフュッセンとの間に位置する宿駅であり、シュヴァンガウの城館やヴィースの巡礼教会へ向かう観光客がしばしば訪れる。

## 地理

### 近隣の市町村
この街のすぐ隣、レヒ川東岸に市場町のパイティングがある。郡庁所在地のヴァイルハイム・イン・オーバーバイエルンは東に約25kmの距離である。また、隣の郡の郡庁所在地で大規模郡都市のランツベルク・アム・レヒへもやはり25kmの距離がある。もっと近くに位置する町村としては北にホーエンフルヒ、キンザウ、アプフェルドルフがある。西にはアルテンシュタット（シュヴァープニーダーホーフェン地区）、シュヴァープゾイエン（ザクセンリート地区）、インゲンリートがある。フュッセン（約35km離れている）方面にはブルッゲンとベルンボイエルンが位置している。ショーンガウの西約25kmにはオストアルゴイ郡の郡庁所在地であるマルクトオーバードルフと郡独立市のカウフボイレンがある。

### 自治体の構成
本市は、公式には 2つの地区 (Ort) からなる。このうち小集落や孤立農場などを除く集落は首邑のショーンガウだけである。

## 歴史
ショーンガウの起源は現在のアルテンシュタット付近にあった。13世紀末にほとんどの住民がわずか数km離れたレヒ川畔のレヒウムラウフベルクに造られた新しい入植地に移った。この際に集落の名前も一緒に移された。丘陵地は防衛上はるかに好都合であったのだ。ショーンガウはアウクスブルクへ向かうローマ街道であるヴィア・クラウディア・アウグスタ（紀元47年建造）に沿っており、このことから、この街がローマ時代に起源を持つことがわかる。中世には、ヴェローナ - アウクスブルク - ニュルンベルクという交易路と、ベルヒテスガーデナー・ラントからアルゴイ地方に至る塩街道という2本の重要な通商路が交差する街として重きをなした。レヒラインは12世紀にヴェルフェン家の支配下で生じた地域概念である。1191年のヴェルフ6世の死後、レヒラインの所領はホーエンシュタウフェン家のものとなった。1268年にショーンガウはヴィッテルスバッハ家のバイエルン公支配下に置かれた。皇帝ルートヴィヒ4世は1331年に貨幣鋳造権を含む法書をショーンガウに授けた。
1589年から1592年までショーンガウで大規模な魔女狩りが行われた。これは当時のバイエルン領内で行われた魔女狩りの中で最大のものであった。この魔女狩りで63人の女性が処刑された。
商業と市民の努力により、ショーンガウは15世紀に隆盛期を迎えた。しかしアメリカ大陸の発見が大規模通商路に変革をもたらした。ショーンガウは貧窮した。城館や舞踏場といった重要な建物の維持費用が捻出できず倒壊し、あるいは取り壊された。第二次世界大戦後、この街およびその周辺地区は避難民によって人口が著しく増大したが、中小企業の成功により失業率を比較的低く抑えることができた。
ショーンガウは以前、同名の郡の郡庁所在地であった。バイエルン州の郡域再編に伴い、この郡は1972年にヴァイルハイム郡と合併し、現在のヴァイルハイム＝ショーンガウ郡となった。郡の機関が統一された今でも、時折「旧ショーンガウ郡」という名称が使われることがある。

## 行政

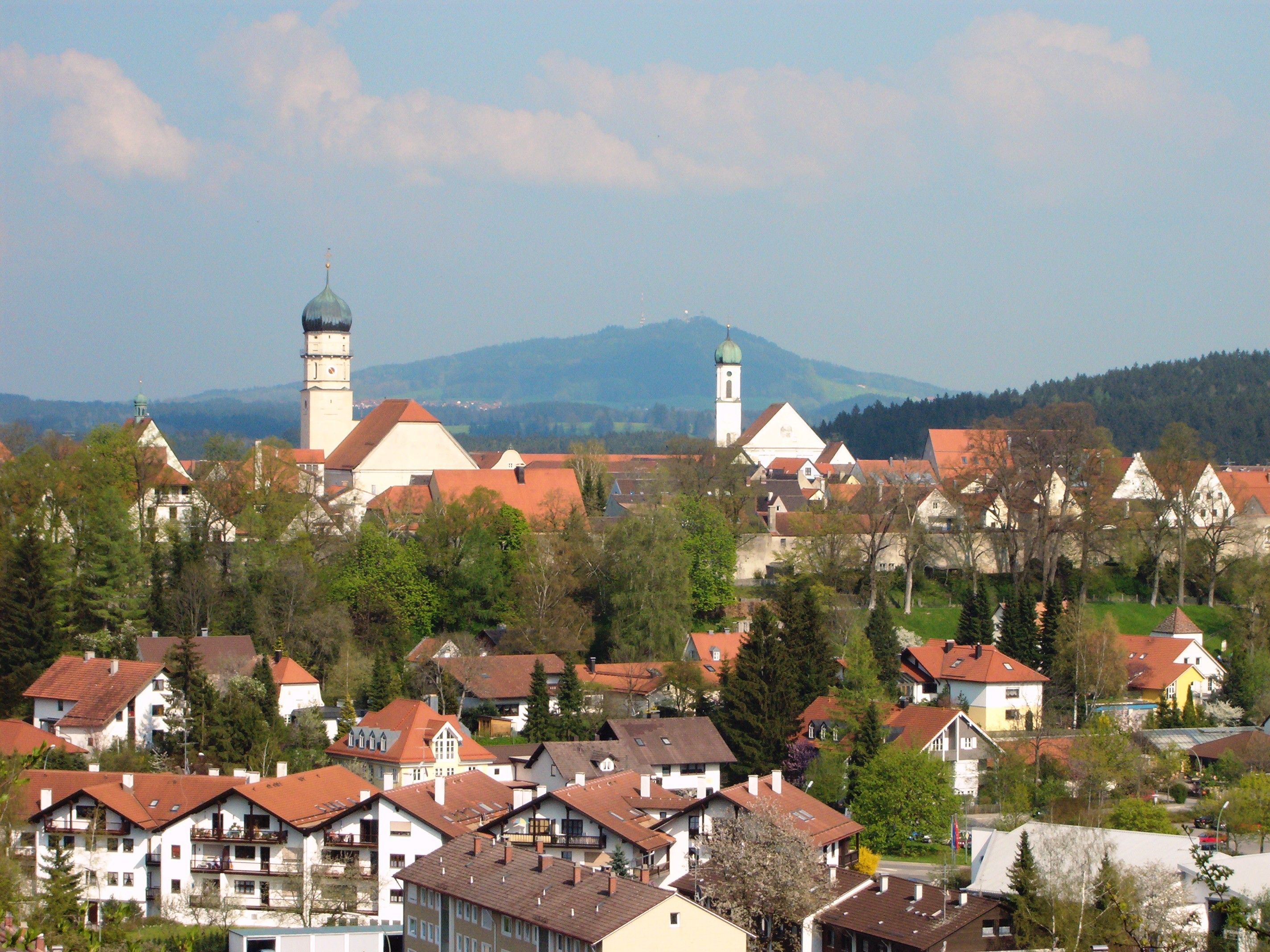
ショーンガウ

### 市長
ショーンガウの第1市長 ファルク・シュリューターマン・ファン・ランゲヴァイデ (SPD) は2014年5月1日に就任した。

### 市議会
ショーンガウ市議会は24議席からなる。

### 紋章
図柄は「金地に赤い舌を出した黒い鷲。バイエルンの菱形紋の小盾を胸に掲げている」。この紋章は1331年に皇帝ルートヴィヒ4世からこの街に捧げられたものである。

### 姉妹都市
- コルマール（フランス、オー＝ラン県）1962年
- ルッカ（イタリア、トスカーナ州）1962年
- シント＝ニクラース（ベルギー、オースト＝フランデレン州）1962年
- アビンドン（イギリス、オックスフォードシャー）1970年
- Gogolin（ポーランド、オポーレ県）1996年

## 経済と社会資本

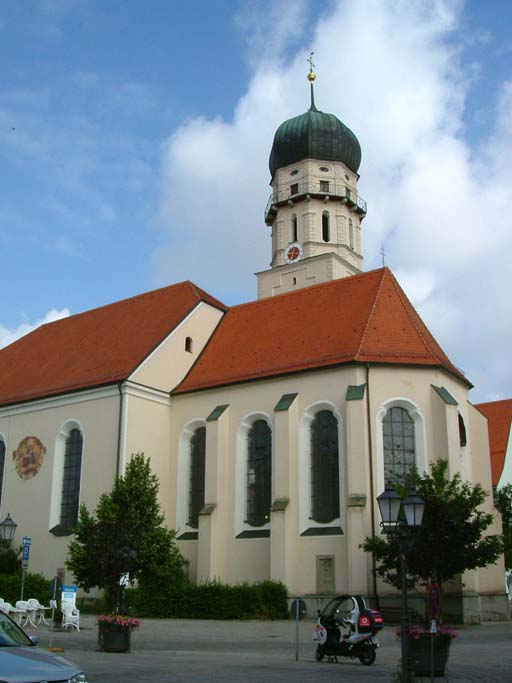
マリア被昇天教区教会

### 建築
ショーンガウ近郊（パイティング町内）に、現在ドイツで最も高い木製の塔であるロッテンブーフの放送塔が建っている。

### 交通
道路: 2本の連邦道がショーンガウと交差している。バート・テルツ方面から来てマルクトオーバードルフへ向かうB472号線と、アウクスブルクからフュッセンへの途中でショーンガウを横断するB17号線である。B17号線のランツベルクとショーンガウの間の区間は近く3車線に拡幅される予定であり、その一部はすでに実現している。遠距離道路はバイパスが整備され、市街地から離れた場所を通っている。
鉄道: ショーンガウからは、ヴァイルハイムからパイセンベルクやパイティングを経由してショーンガウに至る、いわゆるプファッフェンヴィンケル鉄道の終点である。この路線をバイエルン地方鉄道の気動車が1時間毎に運行している。この他にランツベルク・アム・レヒ方面（デンクリンゲン、フックスタール経由）への鉄道もあるが、こちらはアウクスブルク・ローカル鉄道の貨物列車が走るだけである。「フックスタール鉄道活性化の会」は、この路線の旅客運行再開を強く働きかけている。1970年代まではこれらに加えてカウフボイレンまでの支線（カウフボイレン - ショーンガウ線）があった。現在この路線跡の多くの部分が「ダンプフロークルンデ」と呼ばれる自転車道の一部となっている。

### 地元企業
ショーンガウは、19世紀になるまではこの地域の商業および行政の中心都市であった。このため城館（現在は郡役場の一部）や現存する区裁判所が設けられた。その後、この街は工業都市として発展した。最も売り上げの大きな企業は製紙業者のUPMキュンメネ（旧ハインドル）である。この会社は古紙を原料とする再生紙を生産しており、南ドイツおよびそれと国境を接する地域を市場としている。この街で最大の雇用者はHoerbiger社（工業部品、乗り物部品）である。輸送業も比較的強い。また自動車産業の下請けやアパレルメーカー、観光業をはじめとするサービス業者もある。

## 引用
1. ↑  https://www.statistikdaten.bayern.de/genesis/online?operation=result&code=12411-003r&leerzeilen=false&language=de Genesis-Online-Datenbank des Bayerischen Landesamtes für Statistik Tabelle 12411-003r Fortschreibung des Bevölkerungsstandes: Gemeinden, Stichtag (Einwohnerzahlen auf Grundlage des Zensus 2011)
2. ↑  Max Mangold, ed (2005). Duden, Aussprachewörterbuch (6 ed.). Dudenverl. p. 710. ISBN 978-3-411-04066-7
3. ↑  Bayerische Landesbibliothek Online
4. ↑  Georg Paula, Stefanie Berg-Hobohm: Landkreis Weilheim-Schongau: Denkmäler in Bayern., Karl M Lipp Verlag München 2003, Band 2, p. 372
5. ↑  Dr. Hubert Vogel: Der Schongauer Hexenprozeß und seine Folgen. Berichte und Dokumente., Herausgeber: Stadt Schongau 1989
6. ↑  HdBGの紋章史: ショーンガウ
7. ↑  ショーンガウ市のウェブサイト: 市の歴史と紋章記述、2009年11月13日 閲覧・確認